# Allmänna säkerhetstjänsten
Allmänna säkerhetstjänsten (STJ) var en hemlig svensk säkerhets- och underrättelsebyrå som verkade under andra världskriget, och som var en föregångare till Säpo.[källa behövs]
STJ arbetade med kontraspionage, kontrasabotage och censur under krigsåren 1939-1945. STJ bildades av Regeringen Hansson II redan 1938, med Eric Hallgren som chef,:136 men trädde inte i full funktion förrän andra världskriget bröt ut.
Allmänna säkerhetstjänsten förblev hemlig för folket fram till januari 1943 då tre personer anhölls för spioneri. Detta skedde på så vaga grunder att Eric Hallgren åtalades och där det kom fram att han var chef för Allmänna säkerhetstjänsten som då kom till allmänhetens kännedom.:136

## Bakgrund
1914 organiserades den första svenska byrån för att övervaka hot mot rikets säkerhet, på muntligt initiativ från dåvarande civilministern. Verksamheten bedrevs av en polisiär enhet inom försvarsmakten, och inriktade sig på övervakning av misstänkta personer. 1918 upphörde organisationen, och verksamheten bedrevs därefter inom ramen för den ordinarie polismaktens spaningsarbete.
Hjärnan bakom Säkerhetstjänsten var enligt Tage Erlander lagbyråchef Ernst Leche som under förra halvan av år 1937 tecknade ned ett förslag på riktlinjer för en hemlig underrättelsetjänst. Eftersom regeringen förmodades ställa sig avvisande till förslaget, kontaktade Leche 18 juli 1937 överståthållare Torsten Nothin, och sedermera Olof Thörnell. Leches förslag reviderades, och beslutades i konselj genom den allmänna säkerhetskungörelsen av 10 juni 1938, som var hemlig. I kungörelsen beslutades hur en säkerhetstjänst skulle agera vid krig eller krigsfara. I november samma år fick säkerhetschefen vid polisen en instruktion om hur detta skulle handhavas. Den allmänna säkerhetstjänsten hade enligt direktiven till uppgift att förhindra att krigsunderrättelser skulle lämnas över till obehöriga.
I oktober 1939 kom den första tvångsmedelslagen, och ersattes 9 januari 1940 av en annan tvångsmedelslag. Dessa lagar tillät censur av privat korrespondens, kvarhållande av misstänkta personer, och andra åtgärder som inverkade menligt på den personliga integriteten.

## 1940-1946
Den 12 april 1940, tre dagar efter tyskarnas invasion av Norge och Danmark, började Säkerhetstjänsten fullt ut sin verksamhet, och fick ekonomiskt anslag och personal. De lydde direkt under regeringen, och hade en egen chef, säkerhetschefen Eric Hallgren, som på grund av byråns hemliga uppdrag även var underståthållare. 
Allmänna säkerhetstjänsten var organiserad i tre byråer, Centralbyrån som kontrollerade och censurerade post, telegram, radio och telefoni, Spaningsbyrån som övervakade och spanade på misstänkta personer inom riket och Expeditionsbyrån vilket var Allmänna säkerhetstjänstens administrativa del.:133 Uppgiften var tvåfaldig: att avlyssna telefonsamtal och läsa brev, samt att spana på misstänkta personer. Dessutom inrättades, på regeringens uppdrag, förteckningar över personer som skulle tas i förvar vid krigsfall. Flera av Säkerhetstjänstens anställda var samtidigt anställda på Posten eller Televerket. Enligt Säpo kontrollerades 200 000 brev i veckan, och 11 miljoner telefonsamtal avlyssnades sammanlagt av Säkerhetstjänsten. När byrån var som störst hade den mer än 1000 anställda.
När tvångsmedelslagen upphörde att gälla i juni 1945 fråntogs säkerhetspolisen befogenheten att bedriva en stor del av sin verksamhet. 
I november 1945 upphörde postkontrollen och alla handlingar rörande postkontrollen destruerades.:137
Under sin existens granskade Centralbyrån ca 50 miljoner brev, vykort och andra försändelser.:133 På flera orter fanns postkontrollanstalter (PKA) med tillsammans över 300 anställda. En av dessa var författaren Astrid Lindgren.
I juni 1946 avvecklades byrån, och dess underrättelseverksamhet bedrevs därefter av Statspolisens 3. rotel, under statspolischef Georg Thulin, som varit Säkerhetstjänstens spaningschef. Personalen skars ned med 90 procent. Underrättelseverksamheten som fortfor att bedrivas förklarades vara tillfällig, men Pragkuppen 1948 ledde så småningom till att Säpo bildades genom att behovet började ses som permanent. En ny tvångsmedelslag antogs 1952 (1952:98). Den lagen, som ännu gäller, tillåter dock inte censur.
Byråns existens offentliggjordes formellt inte förrän efter krigsslutet, när byrån redan hade lagts ned.
1946 framgick att svenska säkerhetstjänsten under andra världskriget hade samarbetat med den nazityska säkerhetspolisen Gestapo.

## Sandlerkommissionen
Under Richard Sandler tillsattes efter andra världskriget en parlamentariskt tillsatt kommission, den så kallade Sandlerkommissionen, för att undersöka Säkerhetstjänstens förehavanden samt Sveriges flyktingärenden under kriget. I kommissionen deltog förutom Sandler även Georg Branting, Gunnar Hedlund, Gustav Mosesson och Ivar Sefve. De lade fram sin rapport i SOU 1948:7, vari de riktade kritik mot Säkerhetstjänsten samt redogjorde för klagomål mot dess agerande. Bland annat menade kritiker att nazister inte bedömts utgöra ett hot i samma utsträckning som kommunister, något som kommissionen delvis tillbakavisade, fastän de menade att till exempel syndikalister registrerats utan grund. Andra hade uttryckt farhågor att Sverige skulle utvecklas till en polisstat, och att Säkerhetstjänstens verksamhet stred mot allmänna demokratiska rättigheter. Kommissionen kritiserade regeringen framför allt för att verksamheten varit hemlig, eftersom detta var ett hot mot rättssäkerheten.